# Patrimoniu (drept)
Patrimoniul reprezintă masa drepturilor și obligațiilor unei persoane fizice sau juridice. În România, deținerea unui patrimoniu este protejată de codul civil.